# Carlos José Gutiérrez de los Rios
Carlos José Gutiérrez de los Rios y Rohan Chabot, 4. hrabia de Fernan-Nuñez (ur. 11 lipca 1742, zm. 23 lutego 1795) – hiszpański dyplomata. Od 26 lutego 1778 do 1787 hiszpański ambasador w Lizbonie, następnie ambasador Hiszpanii w Paryżu w latach 1787-1791.